# Бонавентура Пітерс старший
Бонавентура Пітерс старший також Бонавентура Петерс (нід. Bonaventura Peeters the Elder 23 липня 1614, Антверпен — 25 липня 1652, Антверпен) — південнонідерландський (фламандський) художник морських краєвидів і сцен. Малювальник і гравер.

## Життєпис
Народився у Антверпен. Мав брата, Гілліса Пітерса, що теж був художником. Брати мали спільну майстерню. В родині був ще один брат, Ян Бонавентура та сестра Катаріна Пітерс, теж художники, що створювали морські сцени.
Відомості про ранні роки митця не збережені. Невідомо, у кого саме від здобував художню освіту. Можливо, його вчителем був художник Андріс ван Ертвелт, автор картин з морем у часи буревіїв чи шторму. У віці 20 років (тобто 1634 року) по сплаті вхідного взносу Бонавентура Пітерс старший став членом антверпенської гільдії св. Луки.
1641 року художник перебрався у Хобокен (Антверпен), де мав власну майстерню, котру ділив із своїми братами і сестрою.
Художник помер у відносно молодому віці і не був одруженим. Смерть забрала митця у віці 38 років. Відомо лише, що він хворів у останні роки життя.

## Твори художника

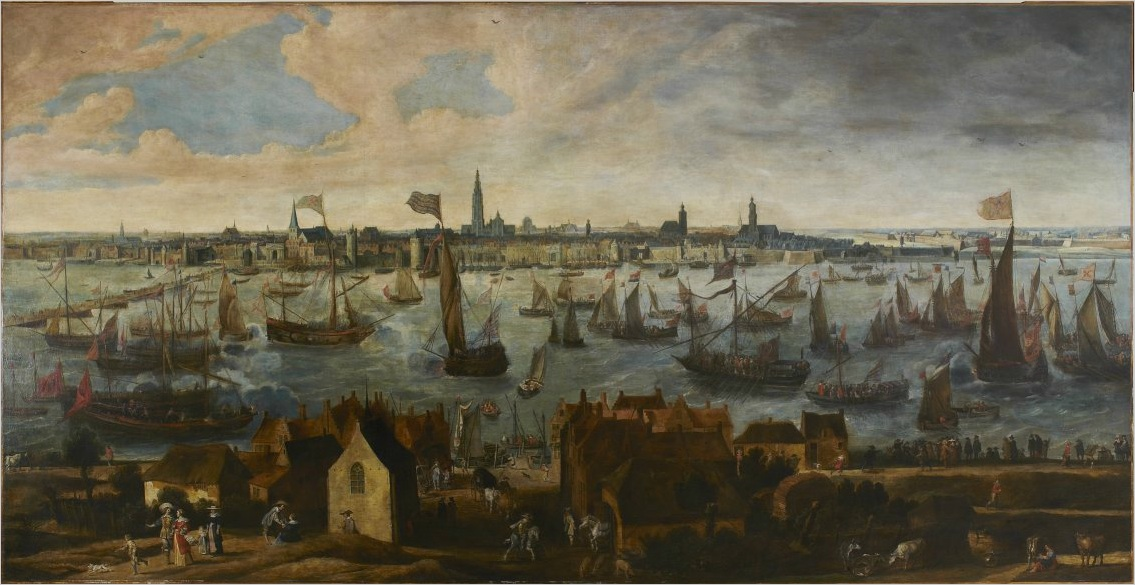
Бонавентура Пітерс старший. «Панорама Антверпена»

Бонавентура Пітерс починав як художник панорамних морських краєвидів. У всякому разі збережені ранні твори саме такі. Згодом він створював різноманітні морські сцени, де були узбережжя, буревії, морські катастрофи, баталії і морські зіткнення на морі. Різноманітність сцен і доволі точне відтворення оснастки тогочасних вітрильників дає підстави припускати, що якийсь час він сам працював на морі і добре знав важкий побут моряків тих часів. Згодом цей досвід сприяв появі широкого спектра морських сцен, створених художником.
В картинах митця булі відтворені узбережжя Північного моря та вихід у море річки Шельда, де розташований і сам Антверпен. Серед збережених морських краєвидів є й такі, де подані порти і узбережжя Середземного моря і Близького Сходу. Короткий термін життя митця дає підстави припускати, що лише частина його марин йшла від реальних спостережень, для інших були використані гравюри з морськими сценами, композиції котрих він переводив у живопис.
Ймовірно, він замальовував усе незвичне і екзотичне, куди увійшли і морські краєвиди з тематикою Близького Сходу чи портових міст Середземного моря. На одній картині є зображення саней взимку і частка дослідників припускає його перебування на човні, що йшов вздовж Скандинавії або доходив до російського порту Архангельськ. Цілком екзотичними були і картини, створені за рахунок малюнків брата Гілліса, котрий відвідав Південну Америку і голландські колонії там.

## Обрані твори (галерея)

Бонавентура Пітерс старший. «Баталія на морі»

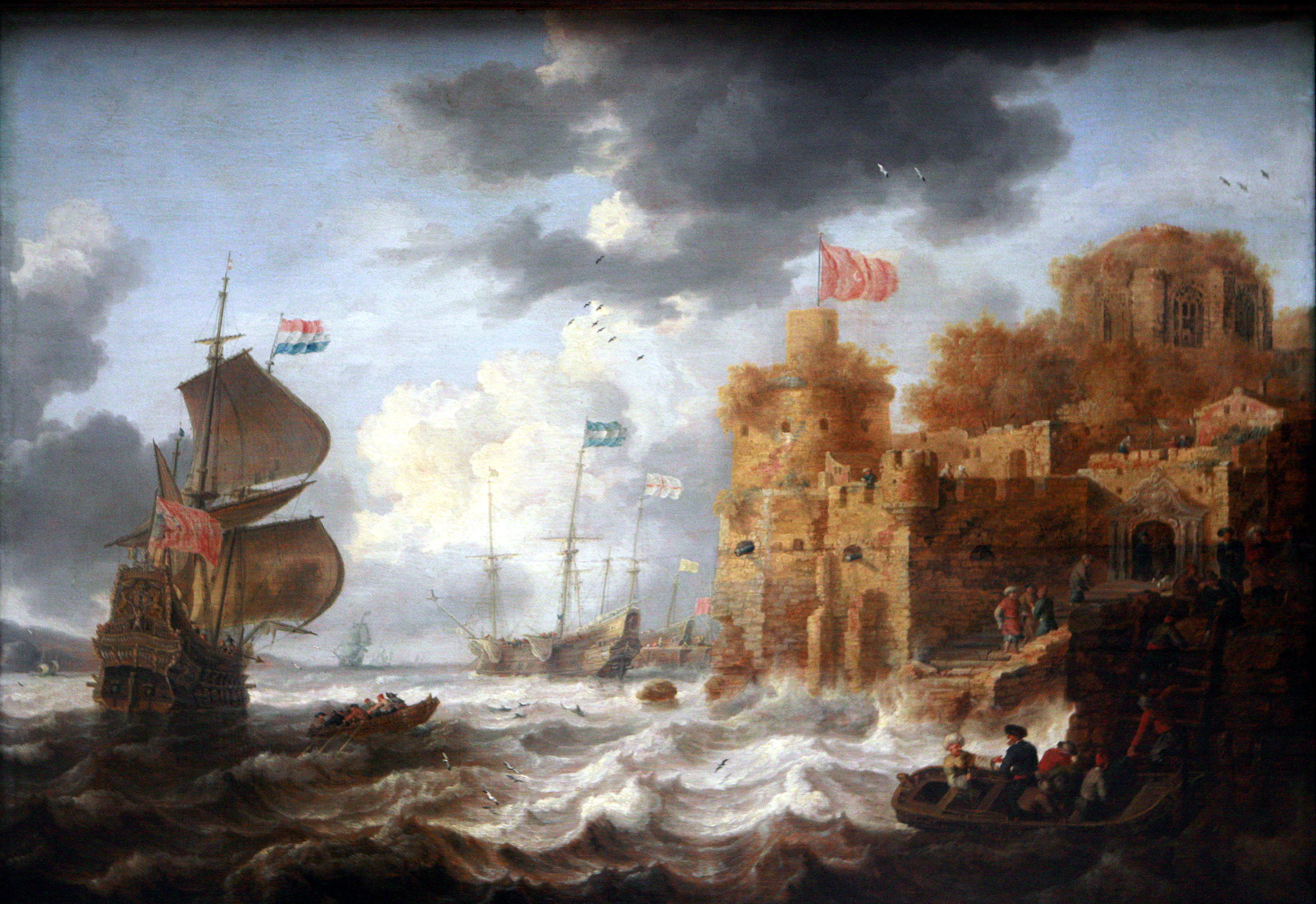
Бонавентура Пітерс старший. «Порт десь на Близькому Сході», до 1652 р.

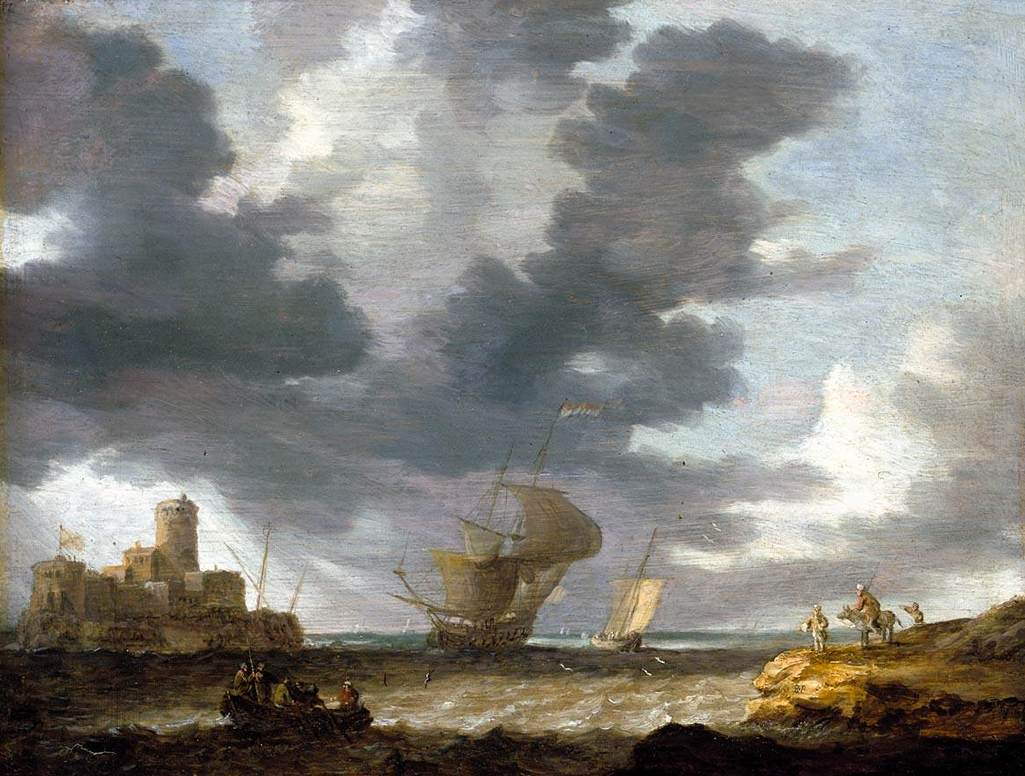
Бонавентура Пітерс старший. «Вітер з моря», перша половина 17 ст., приватна збірка
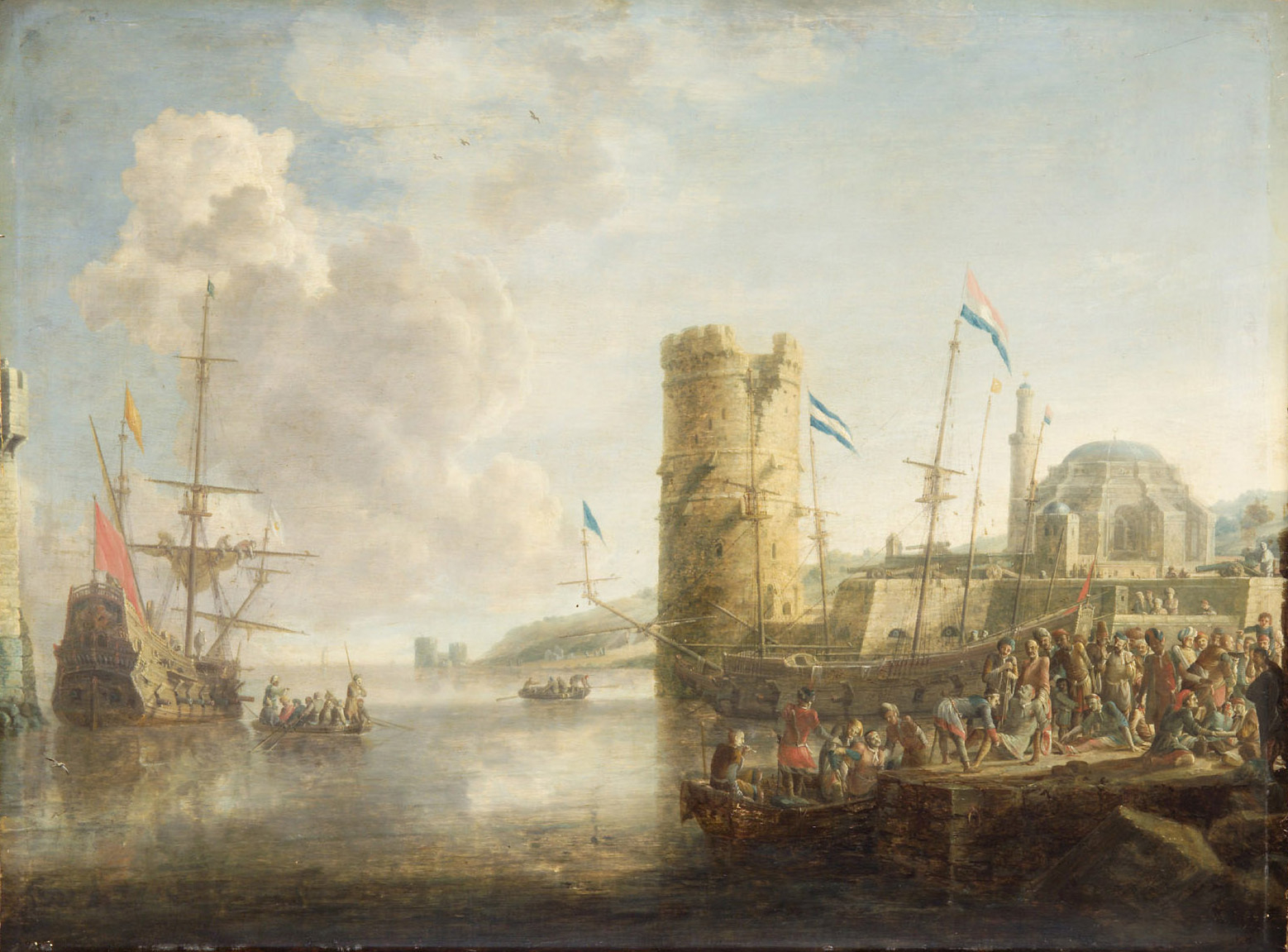
Бонавентура Пітерс старший. «Порт мусульманської країни», 1641 р., Музей історії мистецтв, Відень
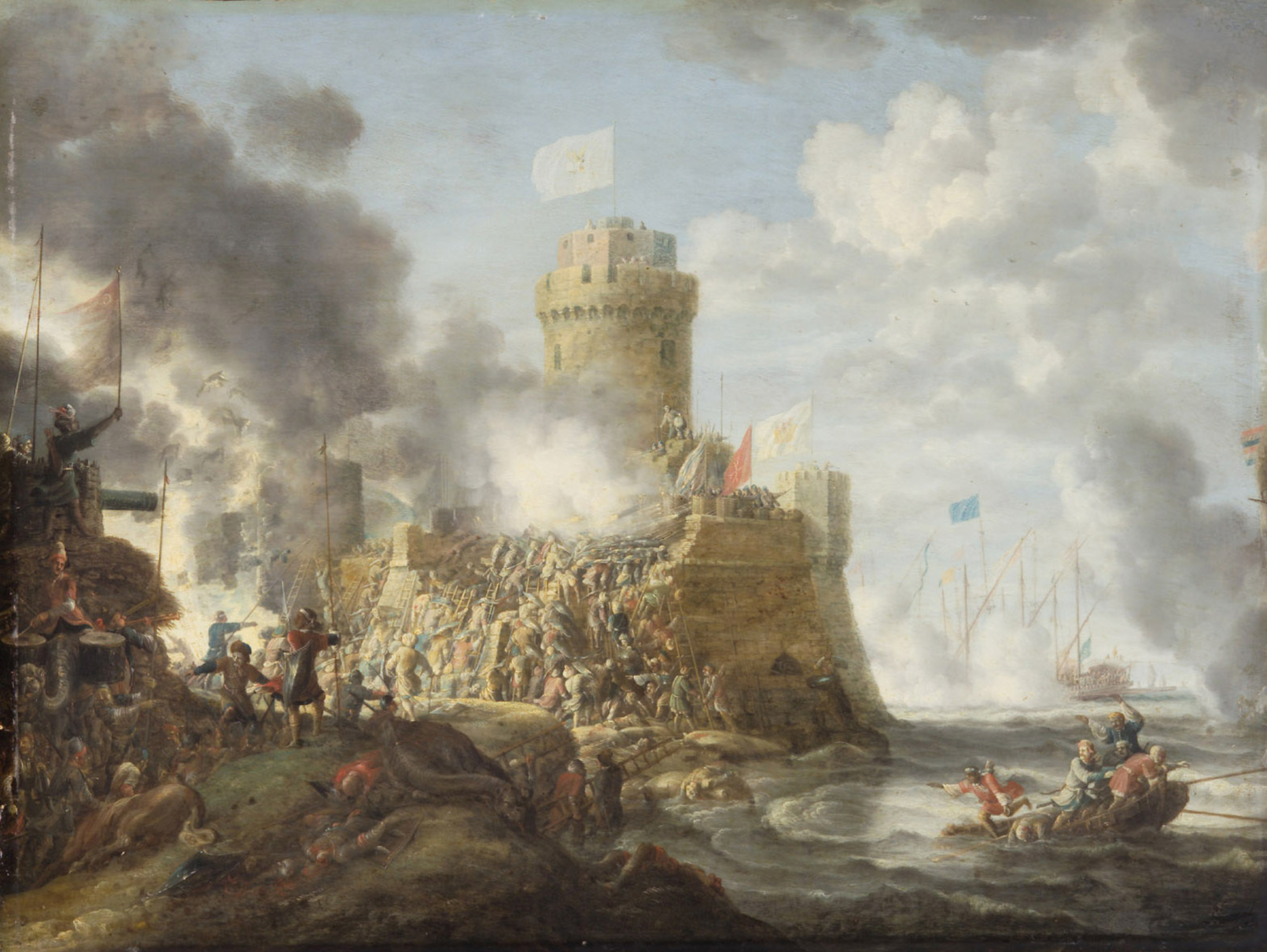
Бонавентура Пітерс старший. «Турецькі вояки штурмують прибережну фортецю, 1641 р., Музей історії мистецтв, Відень
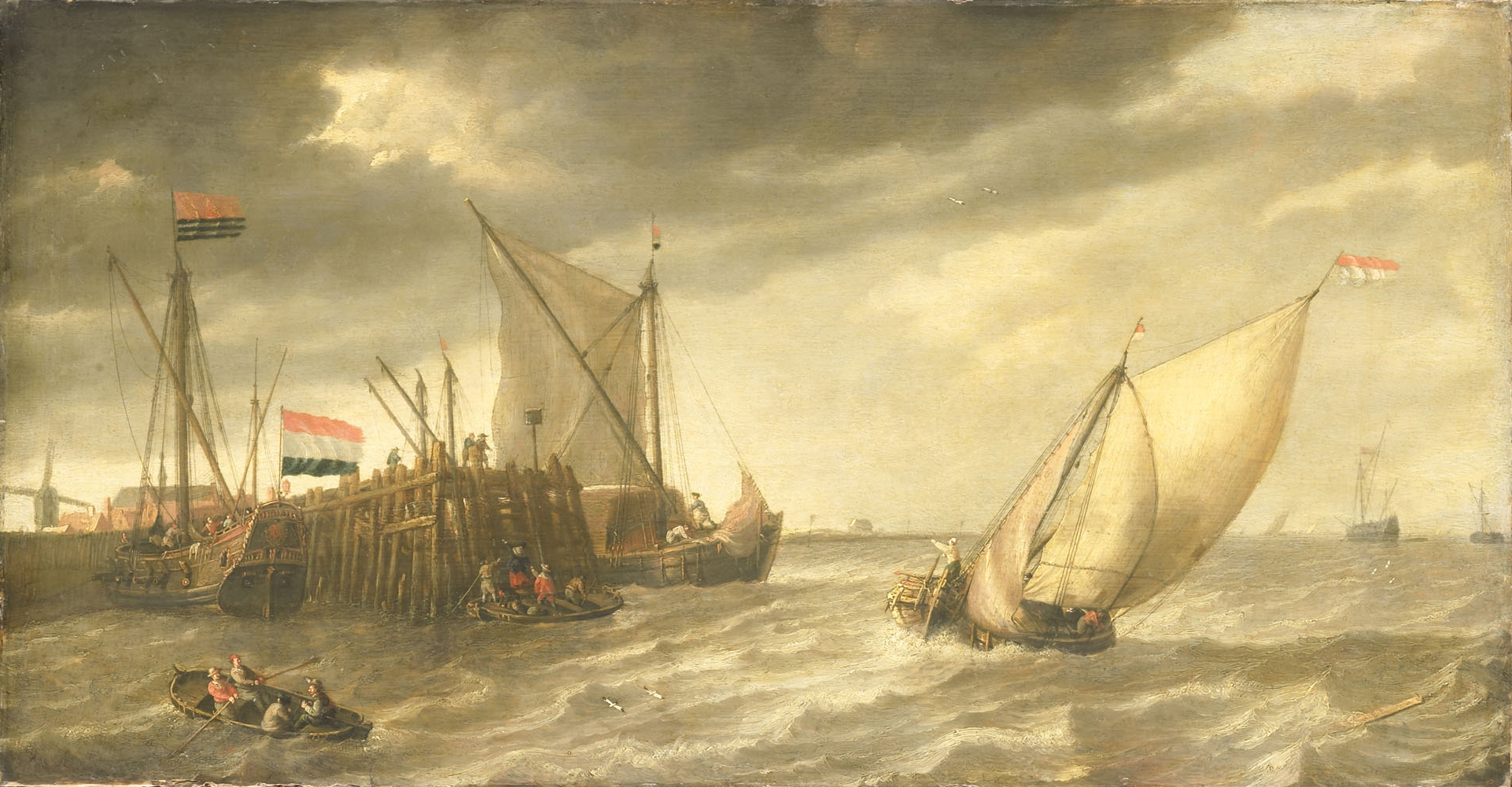
Бонавентура Пітерс старший. «Човни біля пірса», 1652 р., Державний музей (Амстердам)